# Dolichoderus patens
Dolichoderus patens é uma espécie de formiga do gênero Dolichoderus.